# La casa dell'orco
La casa dell'orco è un film per la televisione horror del 1989 diretto da Lamberto Bava per la serie antologica Brivido giallo.
Il film è stato girato in Umbria per le reti RTI, attraverso la casa di produzione Reteitalia, consociata di Fininvest.
Siccome il film era destinato alla televisione sono poche, se non assenti, le scene splatter.

## Trama
Una scrittrice di racconti di paura va con suo marito e suo figlio in un castello dell'Umbria; qui si accorge di rivivere gli stessi incubi che la tormentavano da bambina, nei quali un orco l'aggrediva in una cantina uguale a quella del castello.Mentre avanza nella scrittura delle pagine del suo libro ,che tratta proprio il tema dei suoi incubi infantili ,qualcosa sembra iniziare a prendere vita nei sotterranei del castello e una serie di eventi strani ,sinistri e sempre piu' frequenti sembrano suggerire la presenza di qualcuno o qualcosa nel Castello.Qualcosa di Soprannaturale.Suo marito non le crede, ma la donna è convinta che l'orco abbia aspettato solo lei per tanto tempo.

## Produzione
Dopo il successo di Dèmoni, Dèmoni 2... L'incubo ritorna e altri film horror stranieri in Italia, la società Reteitalia avrebbe annunciato nel luglio 1986 una serie intitolata Brivido giallo comprendente cinque film per la televisione diretti da Lamberto Bava. Di questi cinque ne sarebbero stati realizzati solo quattro: Una notte al cimitero, Per sempre, La casa dell'orco e A cena col vampiro. I film sono stati girati tra il 1987 e il 1988.
La sceneggiatura de La casa dell'orco ricorda Quella villa accanto al cimitero. Bava ha spiegato che le storie erano simili poiché La casa dell'orco era basata sulla sceneggiatura originale scritta da Dardano Sacchetti per Quella villa accanto al cimitero, che è stata modificata dal regista Lucio Fulci. Sacchetti ha contrastato queste affermazioni, affermando che i film non erano la stessa storia ma "parte della [sua] poetica riguardante case e bambini: un tema ricorrente che ho esplorato più volte con diverse sfumature, ma anche assonanze." Bava ha dichiarato che la sceneggiatura ha subito molta autocensura, sottolineando che "Un problema nella sceneggiatura è stato quando è apparso l'orco. Che cosa avremmo potuto fare? Se fosse stato un film... l'orco avrebbe mangiato i bambini, ma in TV non si poteva farlo."

## Distribuzione
Il film è stato distribuito fuori dall'Italia con il nome Demons 3: The Ogre e promosso come sequel di Dèmoni e Dèmoni 2... L'incubo ritorna, concorrendo con l'altro sequel apocrifo Demoni 3 di Umberto Lenzi.